# Bạch Thành Phong
Bạch Thành Phong (1916 – 11 tháng 11 năm 2016) là một nhà cách mạng Việt Nam. Ông nguyên là Ủy viên Thường vụ Xứ ủy Bắc kỳ, Bí thư Tỉnh ủy Hà đông, Bí thư Tỉnh ủy Hà Nam, Bí thư Tỉnh ủy Sơn Tây.

## Tiểu sử và sự nghiệp
Ông có tên thật là Bạch Văn Điềm, bí danh Cương Chấn sinh năm 1916 tại phố La Khê, phường La Khê, quận Hà Đông, (nay là phường Hà Đông), thành phố Hà Nội.
Ông sớm giác ngộ và tham gia cách mạng từ thời kỳ Mặt trận Dân chủ Đông Dương (1936 – 1939). Tháng 1-1939, ông được kết nạp vào Đảng Cộng sản Đông Dương, được cử giữ nhiều trọng trách lớn như Bí thư Tỉnh ủy Hà Đông (1941 – 1942), Bí thư Thành ủy Hà Nội (cuối năm 1942).
Từ tháng 1-1943 đến tháng 10-1944, ông được Trường Chinh giao nhiệm vụ phụ trách Đội Công tác của Trung ương cùng với Nguyễn Trọng Tỉnh (chồng bà Hà Thị Quế) và các thành viên trong Ban công tác Đội là Trần Độ, Lê Đình Thiệp và hai phụ nữ là Sáu và Hải Ninh (vợ Tô Quang Đầu). Các thành viên này đã được Tổng Bí thư Trường Chinh và các Ủy viên Thường vụ Trung ương Đảng Hoàng Văn Thụ, Hoàng Quốc Việt rất tin tưởng và giao nhiệm vụ. Nhiệm vụ của Đội Công tác là tuyên truyền và giác ngộ cách mạng, chủ động xây dựng cơ sở cho Trung ương hình thành nên An Toàn Khu (ATK) dọc theo hữu ngạn, tả ngạn sông Hồng, nối liền với chiến khu Việt Bắc, Tây Bắc.
Tháng 10-1944, ông tham gia Ban Thường vụ Xứ ủy Bắc Kỳ, được Tổng Bí thư Trường Chinh giao nhiệm vụ phụ trách các tỉnh Nam Định, Thái Bình, Hà Nam. Ông được cử làm Bí thư Tỉnh ủy Hà Nam.
Tháng 10-1946, ông gia nhập quân đội, trực tiếp làm Chính ủy Tiểu đoàn 101 (tiền thân của Trung đoàn Thủ đô), được giao nhiệm vụ bảo vệ Bắc Bộ phủ, nơi làm việc của Chủ tịch Hồ Chí Minh và Chính phủ. Toàn quốc kháng chiến, quân Pháp đánh vào Hà Nội. Dưới sự chỉ huy của ông, với quyết tâm cao, kiên quyết giữ vững phong trào cách mạng ở Thủ đô, đã góp phần bảo vệ Thủ đô trong những ngày đầu kháng chiến.
Ông là một trong 2 người được tuyên dương và ngồi ghế danh dự tại Hội nghị miền Bắc Đông Dương năm 1948.
Sau đó, ông làm Bí thư Tỉnh ủy Hà Nam (lần thứ 2), Thường vụ Liên khu III cho đến khi lập lại hòa bình ở miền Bắc (1954).
Bí thư Tỉnh ủy Sơn Tây (1961 – 1965), Ủy viên Thường vụ Tỉnh ủy Hà Tây phụ trách dân vận (1969 – 1974), Hiệu trưởng Trường Cao đẳng Kiểm sát.
Năm 2014, ông được thành phố Hà Nội trao Huy hiệu 75 tuổi Đảng.
Ông qua đời ngày 11/11/2016, hưởng thọ 100 tuổi.

## Gia đình
Vợ ông là bà Nguyễn Thị Thái Bảo (1919 – 2011) cán bộ phụ nữ tiền khởi nghĩa, Bí thư Đảng đoàn Hội Phụ nữ tỉnh Sơn Tây, Phó Chủ tịch UBND TP Hà Nội.
Ông bà có năm người con đều là đảng viên, trong đó có: 
1. GS. TS. NGND. Bạch Thành Công. Chủ tịch Hội đồng chức danh Giáo sư ngành Vật lý; Nguyên Trưởng Khoa Vật lý, trường Đại học Khoa học Tự nhiên Hà nội.
2. Thiếu tướng Bạch Thành Định, Phó Giám đốc Công an TP Hà Nội.